# Old Pop in an Oak
Old Pop in an Oak è il secondo singolo del gruppo musicale svedese Rednex tratto dal loro primo album, "Sex & Violins", e pubblicato nel 1994. Il brano, molto simile al precedente singolo "Cotton Eye Joe", presenta un testo nonsense accompagnata da un'inedita base di musica country unita alla musica dance, quest'ultima molto di successo nei primi anni novanta. La canzone ha avuto un notevole successo ed è stata inserita in numerose compilation di musica dance.

## Tracce
1. "Old Pop in an Oak" (Original Radio Edit) (3:30)
2. "Old Pop in an Oak" (Doug's Klub Mix) (5:25)
3. "Old Pop in an Oak" (Original Extended Mix) (5:38)
4. "Old Pop in an Oak" (Doug's Phantom Dub Mix) (3:50)
5. "Old Pop in an Oak" (Original Instrumental) (3:20)

## Classifiche
| Classifica (1995)                | Posizione raggiunta |
| -------------------------------- | ------------------- |
| Austrian Singles Chart           | 1 (10)              |
| Belgian (Wallonia) Singles Chart | 32                  |
| Dutch Singles Chart              | 11                  |
| French Singles Chart             | 50                  |
| New Zealander Singles Chart      | 7                   |
| Norwegian Singles Chart          | 1 (6)               |
| Swedish Singles Chart            | 1 (6)               |
| Swiss Singles Chart              | 2                   |